# Anahy
Anahy là một đô thị thuộc bang Paraná, Brasil. Đô thị này có diện tích 102,648 km², dân số năm 2007 là 2937 người, mật độ 25,7 người/km².